# Obstruktionsverbot
Das Obstruktionsverbot (Behinderungsverbot) wird in § 245 Insolvenzordnung (InsO) definiert.
Im Laufe einer Insolvenz kann mittels eines Insolvenzplanes versucht werden, den Fortbestand des Unternehmens zu sichern. Dieser Plan wird nun von den im Insolvenzplan festgelegten stimmberechtigten Gruppen von Gläubigern zur Erörterung und Abstimmung (§ 235 InsO) vorgelegt. 
Diese Gruppen werden, soweit Gläubiger mit verschiedener Rechtsstellung betroffen sind, gemäß § 222 InsO festgelegt. Danach sind mindestens die drei Gruppen der absonderungsberechtigten Gläubiger, der nicht nachrangigen Insolvenzgläubiger (reguläre) und der nachrangigen Insolvenzgläubiger zu bilden. Zudem können noch weitere Gruppen aus den zuvor genannten Gruppen mit gleicher Rechtsstellung gebildet werden, indem als zweites Selektionskriterium gleichartige wirtschaftliche Interessen genommen werden. Gibt es noch Arbeitnehmer mit nicht unerheblichen Forderungen, so ist für diese eine extra Gruppe zu bilden. Auch für Kleingläubiger können Gruppen gebildet werden.
Zur Annahme des Insolvenzplanes ist es nun erforderlich, dass in jeder Gruppe mehr als die Hälfte der Gläubiger zustimmt und die Summe der Forderungen, die die zustimmenden Gläubiger haben, ebenfalls mehr als die Hälfte der Gesamtforderung der jeweiligen Gruppe beträgt (§ 244 InsO).
Sollten die erforderlichen Mehrheiten zur Zustimmung bei einer Gruppe nicht zustande kommen, so gilt die Zustimmung für den Insolvenzplan trotz dessen als erteilt, wenn die Gläubiger der Gruppe mit Plan voraussichtlich nicht schlechter stehen als ohne Plan (Schlechterstellungsverbot), wenn die Gläubiger angemessen am wirtschaftlichen Wert laut Insolvenzplan beteiligt werden und die Mehrheit der abstimmenden Gruppen dem Insolvenzplan zustimmt (§ 245 Abs. 1 InsO).
Diese Regelung kann beispielsweise dann notwendig werden, wenn Gläubigergruppen aus strategischen Gründen eine Zustimmung zum Insolvenzplan nicht geben wollen, obwohl sie keinen wirtschaftlichen Nachteil dadurch erleiden würden. Um solchen Verhaltensweisen begegnen zu können, wurde das Obstruktionsverbot in das Gesetz aufgenommen. Damit wird strategischem Verhalten in der Weise entgegengewirkt, dass es die Umsetzung des Insolvenzplanes nicht behindert, falls nicht-wirtschaftliche Überlegungen zur Ablehnung des Insolvenzplanes führen.